# Jerry Winholtz
Jerry Elmer Winholtz (nacido el 5 de agosto de 1874- 16 de junio de 1962) fue un luchador estadounidense que compitió en los Juegos Olímpicos de 1904 en Saint Louis. Cuya asociación deportiva fue el Chicago Central YMCA, Chicago (USA).
Winholtz ganó la medalla de bronce olímpico en lucha libre en los Juegos Olímpicos de 1904 en Saint Louis. Se quedó en tercer lugar en la categoría Libre 158 lb masculino, detrás de sus compatriotas Charles Ericksen y William Beckmann. Había diez participantes en la categoría de peso, todos de los EE. UU..